# 세계의 끝까지 잇테Q!
세계의 끝까지 잇테Q!(일본어: 世界の果てまでイッテQ!)는 닛폰 TV의 버라이어티 프로그램이다. 여행 텔레비전 프로그램이다.